# Spilosoma hainana
Spilosoma hainana är en fjärilsart som beskrevs av Rothschild 1910. Spilosoma hainana ingår i släktet Spilosoma och familjen björnspinnare. Inga underarter finns listade i Catalogue of Life.